# Mimi Leder
Miriam "Mimi" Leder (Nova York, 26 de gener de 1952) és una directora i productora de cinema i televisió estatunidenca.
Va ser la primera dona acceptada com a estudiant de direcció de fotografia a l'American Film Institute on es va graduar l'any 1973. És coneguda com a directora de pel·lícules d'acció com Deep Impact i com a productora i directora de sèries de televisió, com ER, The West Wing o Shameless.

## Biografia
Mimi Leder va néixer a Nova York, filla de Paul Leder, un director de cinema independent. Va començar la seva carrera com a script a la sèrie de la NBC Hill Street Blues. Va dirigir i produir el curtmetratge "Short Order Dreams" gràcies al que va aconseguir debutar l'any 1986 com a directora d'un episodi de la coneguda sèrie de la NBC: L.A. Law.
L'any 1994 va ser escollida per a dirigir diferents episodis de la sèrie de televisió ER, un rigorós i popular drama mèdic que va durar 15 temporades i va aconseguir nombrosos premis i nominacions. Leder va guanyar el Primetime Emmy a la millor direcció d'una sèrie dramàtica per l'episodi "Love's Labor Lost" l'any 1995.
Després d'aquest reconeixement, Steven Spielberg va trucar-la per oferir-li la direcció de The Peacemaker, un thriller polític de gran pressupost amb George Clooney i Nicole Kidman que es va estrenar l'any 1997. Amb Dreamworks va dirigir dos films més: el drama de catàstrofes Deep Impact (1998) i Pay It Forward (2000), un drama amb Helen Hunt, Kevin Spacey i Haley Joel Osment.
Leder va retornar a la televisió com a directora i productora executiva, treballant en diversos projectes que han aconseguit reconeixement del públic com les sèries John Doe (2002-2003), Shameless (2011-2015) o The Leftovers (2014-2015).

## Filmografia

### Pel·lícules
| Any  | Títol               | Notes                            |
| ---- | ------------------- | -------------------------------- |
| 1997 | The Peacemaker      |                                  |
| 1998 | Deep Impact         |                                  |
| 1999 | Sentimental Journey | Curtmetratge                     |
| 2000 | Pay It Forward      |                                  |
| 2009 | The Code            | Títol original: Thick as Thieves |
| 2015 | Dirty Rules         | Curtmetratge                     |

### Televisió
| Any       | Títol                    | Acreditada             | Notes |
| --------- | ------------------------ | ---------------------- | --- |
| 1987      | L.A. Law                 | Directora              | 2 episodis |
| 1988      | A year in the life       | Directora              | 2 episodis |
| 1988      | Crime Story              | Directora              | 1 episodi |
| 1988      | The Bronx Zoo            | Directora              | 1 episodi |
| 1988      | Nightingales             | Directora              | Telefilm |
| 1988      | Midnight Caller          | Directora              | 1 episodi |
| 1988-1991 | China Beach              | Directora / Productora | Directora: 13 episodis Productora: 22 episodis Supervisora de producció: 16 episodis Nominació − Primetime Emmy a la millor sèrie dramàtica (1990, 1991) Nominació − Primetime Emmy al millor director en sèrie dramàtica (1991, 1992)                                                                                           |
| 1989      | Nightingales             | Directora              | 1 episodi |
| 1990      | Sisters                  | Directora              | Telefilm |
| 1991      | A Little Peace of Heaven | Directora              | Telefilm |
| 1992      | Woman With a Past        | Directora              | Telefilm |
| 1993      | Marcat pel crim          | Directora              | Telefilm |
| 1993      | Un fill segrestat        | Directora              | Telefilm |
| 1993      | Rio Shannon              | Directora              | Telefilm |
| 1993      | House of Secrets         | Directora              | Telefilm |
| 1994      | Negociants de nens       | Directora              | Telefilm |
| 1994      | The Innocent             | Directora              | Telefilm |
| 1994-2009 | ER                       | Directora / Productora | Productora executiva: 26 Supervisora de producció: 14 Directora: 11 episodis Primetime Emmy al millor director en sèrie dramàtica (1995) Primetime Emmy a la millor sèrie dramàtica (1996) Nominació − Primetime Emmy a la millor sèrie dramàtica (1995) Nominació − Primetime Emmy al millor director en sèrie dramàtica (1996) |
| 2001      | The Beast                | Directora / Productora | |
| 2002-2003 | John Doe                 | Directora / Productora | Directora: 6 episodis Productora executiva: 12 episodis |
| 2005      | Johnny Zero              | Directora / Productora | Directora: 4 episodis Productora executiva |
| 2005      | Related                  | Directora              | 1 episodi |
| 2006      | Vanished                 | Directora / Productora | Directora: 4 episodis Productora executiva: 13 episodis |
| 2006      | The West Wing            | Directora              | 1 episodi Nominació − Primetime Emmy al millor director en sèrie dramàtica (2006) |
| 2009      | U.S. Attorney            | Directora / Productora | Telefilm |
| 2010      | Human Target             | Directora              | 1 episodi |
| 2010      | The Quinn-tuplets        | Directora              | Telefilm |
| 2011      | Heavenly                 | Directora              | Telefilm |
| 2011-2015 | Shameless                | Directora              | 6 episodis |
| 2012      | Luck                     | Directora              | 2 episodis |
| 2012      | Nashville                | Directora              | 1 episodi |
| 2012-2013 | Smash                    | Directora              | 2 episodis |
| 2013      | Full Circle              | Directora              | 2 episodis |
| 2014      | Almost Human             | Directora              | 1 episodi |
| 2014-2015 | The Leftovers            | Directora / Productora | Directora: 4 episodis Productora executiva: 10 episodis |